# Vasile Pușcaș
Vasile Pușcaș (ur. 8 lipca 1952 w Surducu w okręgu Sălaj) – rumuński polityk, historyk i dyplomata, główny negocjator rumuński w procesie akcesji do Unii Europejskiej, były poseł, w 2007 deputowany do Parlamentu Europejskiego.

## Życiorys
W 1976 ukończył studia z zakresu historii na Uniwersytecie Babeș-Bolyai w Klużu-Napoce, w 1991 uzyskał doktorat na tej samej uczelni. Zawodowo związany z tym uniwersytetem jako wykładowca na wydziale historii i filozofii.
Od 1991 pracował w Nowym Jorku. Do 1992 był dyrektorem centrum kultury rumuńskiej, później doradcą ministra w rumuńskiej ambasadzie. Przez rok pełnił obowiązki ambasadora w Waszyngtonie. W 1995 powrócił do pracy akademickiej na Wydział Nauk Politycznych Uniwersytetu Babeș-Bolyai w Klużu-Napoce, gdzie objął stanowisko profesora, a także pełnił różne funkcje w instytutach naukowych. Po 2000 zaczął także prowadzić wykłady na innych uczelniach wyższych. Opublikował szereg prac naukowych z zakresu polityki zagranicznej i politologii, w tym kilka książek.
Zaangażował się w działalność Partii Socjaldemokratycznej. W latach 2000–2008 przez dwie kadencje z jej ramienia zasiadał w Izbie Deputowanych. Od 2000 do 2004 był głównym negocjatorem warunków akcesji Rumunii do Unii Europejskiej.
9 marca 2007 objął mandat eurodeputowanego jako przedstawiciel PSD w delegacji krajowej. Został członkiem grupy Partii Europejskich Socjalistów oraz Komisji Budżetowej. Z PE odszedł jednak już 1 maja tego samego roku.